# Seleção Norueguesa de Handebol Masculino
A Seleção Norueguesa de handebol Masculino é a equipe nacional de handebol da Noruega. Controlada pela Federação Norueguesa de Andebol e que representa a Noruega em partidas internacionais.
Em 2016, eles foram homenageados com o Troféu Fair Play, também conhecido como Medalha Pierre de Coubertin, pelo grande desportivismo.

## Competições

### Jogos Olímpicos
| Andebol nos Jogos Olímpicos          | Andebol nos Jogos Olímpicos | Andebol nos Jogos Olímpicos | Andebol nos Jogos Olímpicos | Andebol nos Jogos Olímpicos | Andebol nos Jogos Olímpicos | Andebol nos Jogos Olímpicos | Andebol nos Jogos Olímpicos | Andebol nos Jogos Olímpicos |
| Jogos                                | Fase                        | Colocação                   | Pld                         | W                           | D                           | L                           | GF                          | GA                          |
| ------------------------------------ | --------------------------- | --------------------------- | --------------------------- | --------------------------- | --------------------------- | --------------------------- | --------------------------- | --------------------------- |
| 1936 Berlin                          | Não qualificou-se           | Não qualificou-se           | Não qualificou-se           | Não qualificou-se           | Não qualificou-se           | Não qualificou-se           | Não qualificou-se           | Não qualificou-se           |
| Não houve disputas entre 1948 e 1968 |                             |                             |                             |                             |                             |                             |                             |                             |
| 1972 Munich                          | Disputa pelo 9º lugar       | 9th of 12                   | 5                           | 3                           | 1                           | 1                           | 90                          | 87                          |
| 1976 Montreal                        | Não qualificou-se           | Não qualificou-se           | Não qualificou-se           | Não qualificou-se           | Não qualificou-se           | Não qualificou-se           | Não qualificou-se           | Não qualificou-se           |
| 1980 Moscow                          | Não qualificou-se           | Não qualificou-se           | Não qualificou-se           | Não qualificou-se           | Não qualificou-se           | Não qualificou-se           | Não qualificou-se           | Não qualificou-se           |
| 1984 Los Angeles                     | Não qualificou-se           | Não qualificou-se           | Não qualificou-se           | Não qualificou-se           | Não qualificou-se           | Não qualificou-se           | Não qualificou-se           | Não qualificou-se           |
| 1988 Seoul                           | Não qualificou-se           | Não qualificou-se           | Não qualificou-se           | Não qualificou-se           | Não qualificou-se           | Não qualificou-se           | Não qualificou-se           | Não qualificou-se           |
| 1992 Barcelona                       | Não qualificou-se           | Não qualificou-se           | Não qualificou-se           | Não qualificou-se           | Não qualificou-se           | Não qualificou-se           | Não qualificou-se           | Não qualificou-se           |
| 1996 Atlanta                         | Não qualificou-se           | Não qualificou-se           | Não qualificou-se           | Não qualificou-se           | Não qualificou-se           | Não qualificou-se           | Não qualificou-se           | Não qualificou-se           |
| 2000 Sydney                          | Não qualificou-se           | Não qualificou-se           | Não qualificou-se           | Não qualificou-se           | Não qualificou-se           | Não qualificou-se           | Não qualificou-se           | Não qualificou-se           |
| 2004 Athens                          | Não qualificou-se           | Não qualificou-se           | Não qualificou-se           | Não qualificou-se           | Não qualificou-se           | Não qualificou-se           | Não qualificou-se           | Não qualificou-se           |
| 2008 Beijing                         | Não qualificou-se           | Não qualificou-se           | Não qualificou-se           | Não qualificou-se           | Não qualificou-se           | Não qualificou-se           | Não qualificou-se           | Não qualificou-se           |
| 2012 London                          | Não qualificou-se           | Não qualificou-se           | Não qualificou-se           | Não qualificou-se           | Não qualificou-se           | Não qualificou-se           | Não qualificou-se           | Não qualificou-se           |
| 2016 Rio de Janeiro                  | Não qualificou-se           | Não qualificou-se           | Não qualificou-se           | Não qualificou-se           | Não qualificou-se           | Não qualificou-se           | Não qualificou-se           | Não qualificou-se           |
| Total                                | 1/13                        | -                           | 5                           | 3                           | 1                           | 1                           | 90                          | 87                          |

### Campeonato do Mundo
| Campeonato Mundial de Andebol Masculino | Campeonato Mundial de Andebol Masculino | Campeonato Mundial de Andebol Masculino | Campeonato Mundial de Andebol Masculino | Campeonato Mundial de Andebol Masculino | Campeonato Mundial de Andebol Masculino | Campeonato Mundial de Andebol Masculino | Campeonato Mundial de Andebol Masculino | Campeonato Mundial de Andebol Masculino |
| Edição                                  | Fase                                    | Colocação                               | GP                                      | W                                       | D                                       | L                                       | GS                                      | GA                                      |
| --------------------------------------- | --------------------------------------- | --------------------------------------- | --------------------------------------- | --------------------------------------- | --------------------------------------- | --------------------------------------- | --------------------------------------- | --------------------------------------- |
| 1938                                    | Did not qualify                         | Did not qualify                         | Did not qualify                         | Did not qualify                         | Did not qualify                         | Did not qualify                         | Did not qualify                         | Did not qualify                         |
| 1954                                    | Did not qualify                         | Did not qualify                         | Did not qualify                         | Did not qualify                         | Did not qualify                         | Did not qualify                         | Did not qualify                         | Did not qualify                         |
| 1958                                    | Disputa pelo 5º lugar                   | 6                                       | 6                                       | 3                                       | 0                                       | 3                                       | 118                                     | 102                                     |
| 1961                                    | Disputa pelo 7º lugar                   | 7                                       | 6                                       | 2                                       | 0                                       | 4                                       | 73                                      | 85                                      |
| 1964                                    | Fase preliminar                         | 11                                      | 3                                       | 1                                       | 0                                       | 2                                       | 37                                      | 47                                      |
| 1967                                    | Fase preliminar                         | 13                                      | 3                                       | 0                                       | 0                                       | 3                                       | 44                                      | 58                                      |
| 1970                                    | Fase preliminar                         | 13                                      | 3                                       | 0                                       | 0                                       | 3                                       | 23                                      | 28                                      |
| 1974                                    | Não qualificou-se                       | Não qualificou-se                       | Não qualificou-se                       | Não qualificou-se                       | Não qualificou-se                       | Não qualificou-se                       | Não qualificou-se                       | Não qualificou-se                       |
| 1978                                    | Não qualificou-se                       | Não qualificou-se                       | Não qualificou-se                       | Não qualificou-se                       | Não qualificou-se                       | Não qualificou-se                       | Não qualificou-se                       | Não qualificou-se                       |
| 1982                                    | Não qualificou-se                       | Não qualificou-se                       | Não qualificou-se                       | Não qualificou-se                       | Não qualificou-se                       | Não qualificou-se                       | Não qualificou-se                       | Não qualificou-se                       |
| 1986                                    | Não qualificou-se                       | Não qualificou-se                       | Não qualificou-se                       | Não qualificou-se                       | Não qualificou-se                       | Não qualificou-se                       | Não qualificou-se                       | Não qualificou-se                       |
| 1990                                    | Não qualificou-se                       | Não qualificou-se                       | Não qualificou-se                       | Não qualificou-se                       | Não qualificou-se                       | Não qualificou-se                       | Não qualificou-se                       | Não qualificou-se                       |
| 1993                                    | Fase preliminar                         | 13                                      | 3                                       | 0                                       | 1                                       | 2                                       | 51                                      | 57                                      |
| 1995                                    | Não qualificou-se                       | Não qualificou-se                       | Não qualificou-se                       | Não qualificou-se                       | Não qualificou-se                       | Não qualificou-se                       | Não qualificou-se                       | Não qualificou-se                       |
| 1997                                    | Fase de 16                              | 12                                      | 6                                       | 1                                       | 2                                       | 3                                       | 132                                     | 141                                     |
| 1999                                    | Fase preliminar                         | 13                                      | 6                                       | 2                                       | 1                                       | 3                                       | 156                                     | 162                                     |
| 2001                                    | Fase de 16                              | 14                                      | 6                                       | 2                                       | 1                                       | 3                                       | 139                                     | 155                                     |
| 2003                                    | Não qualificou-se                       | Não qualificou-se                       | Não qualificou-se                       | Não qualificou-se                       | Não qualificou-se                       | Não qualificou-se                       | Não qualificou-se                       | Não qualificou-se                       |
| 2005                                    | Disputa pelo 7º lugar                   | 7                                       | 9                                       | 6                                       | 1                                       | 2                                       | 258                                     | 219                                     |
| 2007                                    | Disputa pelo 13º lugar                  | 13                                      | 6                                       | 4                                       | 0                                       | 2                                       | 181                                     | 137                                     |
| 2009                                    | Disputa pelo 9º lugar                   | 9                                       | 9                                       | 6                                       | 0                                       | 3                                       | 280                                     | 232                                     |
| 2011                                    | Disputa pelo 9º lugar                   | 9                                       | 9                                       | 5                                       | 0                                       | 4                                       | 259                                     | 255                                     |
| 2013                                    | Não qualificou-se                       | Não qualificou-se                       | Não qualificou-se                       | Não qualificou-se                       | Não qualificou-se                       | Não qualificou-se                       | Não qualificou-se                       | Não qualificou-se                       |
| 2015                                    | Não qualificou-se                       | Não qualificou-se                       | Não qualificou-se                       | Não qualificou-se                       | Não qualificou-se                       | Não qualificou-se                       | Não qualificou-se                       | Não qualificou-se                       |
| 2017                                    | Finalista                               | 2                                       |                                         |                                         |                                         |                                         |                                         |                                         |
| Total                                   | 14/25                                   | -                                       | 75                                      | 32                                      | 6                                       | 37                                      | 1751                                    | 1678                                    |

### Campeonato Europeu
| Ano   | Fase                | Posição           | GP                | W                 | D                 | L                 | GS                | GA                |
| ----- | ------------------- | ----------------- | ----------------- | ----------------- | ----------------- | ----------------- | ----------------- | ----------------- |
| 1994  | Não qualificou-se   | Não qualificou-se | Não qualificou-se | Não qualificou-se | Não qualificou-se | Não qualificou-se | Não qualificou-se | Não qualificou-se |
| 1996  | Não qualificou-se   | Não qualificou-se | Não qualificou-se | Não qualificou-se | Não qualificou-se | Não qualificou-se | Não qualificou-se | Não qualificou-se |
| 1998  | Não qualificou-se   | Não qualificou-se | Não qualificou-se | Não qualificou-se | Não qualificou-se | Não qualificou-se | Não qualificou-se | Não qualificou-se |
| 2000  | 7º/8º lugar         | 8                 | 6                 | 1                 | 1                 | 4                 | 133               | 144               |
| 2002  | Não qualificou-se   | Não qualificou-se | Não qualificou-se | Não qualificou-se | Não qualificou-se | Não qualificou-se | Não qualificou-se | Não qualificou-se |
| 2004  | Não qualificou-se   | Não qualificou-se | Não qualificou-se | Não qualificou-se | Não qualificou-se | Não qualificou-se | Não qualificou-se | Não qualificou-se |
| 2006  | Primeira fase       | 11                | 6                 | 2                 | 0                 | 4                 | 178               | 177               |
| 2008  | 6º lugar            | 6                 | 7                 | 3                 | 2                 | 2                 | 196               | 185               |
| 2010  | Primeira fase       | 7                 | 6                 | 3                 | 0                 | 3                 | 169               | 164               |
| 2012  | Fase preliminar     | 13                | 3                 | 1                 | 0                 | 2                 | 80                | 87                |
| 2014  | Fase preliminar     | 14                | 3                 | 0                 | 1                 | 2                 | 77                | 84                |
| 2016  | Disputa pelo bronze | 4                 | 8                 | 4                 | 1                 | 3                 | 235               | 233               |
| 2018  | A ser definido      | A ser definido    | A ser definido    | A ser definido    | A ser definido    | A ser definido    | A ser definido    | A ser definido    |
| Total | 7/12                | -                 | 39                | 14                | 5                 | 20                | 1068              | 1074              |

** Vermelho cor da borda, indica que o torneio foi realizado em casa.